# Phil Harris
Phil Harris (24 de junio de 1904 - 11 de agosto de 1995) fue un cantante, compositor, músico de jazz, actor y humorista estadounidense. Aunque tuvo éxito como director de orquesta, Harris es recordado hoy en día por sus grabaciones como vocalista, su trabajo como actor de voz en producciones de dibujos animados, y como pionero en la sitcom radiofónica, primero con Jack Benny, y después en una serie en la que trabajaba junto a su segunda esposa, la actriz y cantante Alice Faye.

## Director de orquesta
Nacido en Linton, Indiana, su verdadero nombre era Wonga Philip Harris. Se crio en Nashville, Tennessee, y él mismo se consideraba como un habitante del Sur de los Estados Unidos (su canción más conocida era "That's What I Like About the South"). Hijo de dos artistas circenses, el primer trabajo de Harris fue el de batería cuando su padre, director de la orquesta circense, le hizo tocar para la misma. Harris empezó su carrera musical como batería en San Francisco (California), formando una orquesta con Carol Lofner a finales de la década de 1920, iniciando una larga relación con el Hotel St. Francis. La sociedad finalizó en 1932, y Harris pasó a liderar y cantar con su propia banda, ahora con base en Los Ángeles. Phil Harris también tocaba la batería en la Big Band Orchestra de Henry Halstead a mediados de los años 20. 
Desde diciembre de 1936 a marzo de 1937, grabó 16 temas para Vocalion Records. La mayor parte eran temas de swing en los que se escuchaban solos de piano (probablemente arreglados por el pianista Skippy Anderson), algo novedoso para la época.
El 2 de septiembre de 1927 se casó con la actriz Marcia Ralston en Sídney, Australia, a la que había conocido en un concierto. La pareja adoptó un hijo, Phil Harris, Jr. (nacido en 1935), pero se divorciaron en septiembre de 1940.
En 1933 rodó un corto para RKO Pictures titulado So This Is Harris!, que ganó un Premio Óscar al mejor corto. Posteriormente rodó un largometraje titulado Melody Cruise. Ambos filmes fueron creados por el mismo equipo que posteriormente produjo Volando a Río, título que inició las exitosas carreras de Fred Astaire y Ginger Rogers. Además, actuó en The High and the Mighty, con John Wayne en 1954.

## Radio
En 1936 Harris trabajó como director musical de The Jell-O Show Starring Jack Benny (posteriormente llamado The Jack Benny Program), cantando y liderando su banda y, más adelante, uniéndose al reparto de Benny interpretando a Phil Harris, un hipster, bebedor, sureño, cuyo buen natural superaba a su ego. Su personaje cómico –el de un idiota musical– ocultaba el hecho de que la Harris Band evolucionaba a  una gran banda con destacados arreglos y canciones de ritmo rápido.
Entre las canciones de más éxito de Harris en los primeros años cincuenta destaca "The Thing."

## Phil y Alice
Harris se casó con Alice Faye en 1941. Para ambos era su segunda boda (Faye había estado casada brevemente con el cantante y actor Tony Martin). El matrimonio duró 54 años, hasta la muerte de Harris. En 1942 Harris y su banda se alistaron en la Armada de los Estados Unidos, sirviendo durante toda la Segunda Guerra Mundial. 
Hacia 1946 Faye había acabado su carrera cinematográfica. Salió del terreno de 20th Century Fox tras suceder que el directivo del estudio Darryl F. Zanuck eliminó escenas de Faye en Fallen Angel (1945) para promover a su protegida, Linda Darnell.
Entonces, Harris y Faye fueron invitados a sumarse a un programa radiofónico, The Fitch Bandwagon. Originalmente vehículo para grandes bandas, incluyendo la de Harris, el show cambió enteramente cuando la pareja se convirtió en la estrella del mismo. Coincidiendo con el deseo que tenían de asentarse en el sur de California y criar a sus hijos sin necesidad de hacer grandes giras, Bandwagon evolucionó a The Phil Harris-Alice Faye Show, una sitcom con números musicales.
Las jóvenes actrices Jeanine Roos y Anne Whitfield interpretaban a las dos hijas de Harris. En la serie también trabajaba Gale Gordon como Mr. Scott, el versátil actor-director-productor Elliott Lewis en el papel del guitarrista Frank Remley, y el conocido intérprete del show The Great Gildersleeve Walter Tetley, en el papel de Julius Abruzzio.
The Phil Harris-Alice Faye Show debutó en la NBC en 1948, y se mantuvo hasta 1954, época en la que la radio ya se veía superada por la televisión. Harris siguió actuando en el show de Jack Benny, además de en el suyo propio, entre 1948 y 1952. Dado que el programa de Harris se emitía inmediatamente después que el de Benny en una emisora diferente (Benny trabajaba en la CBS), Harris solo podía actuar en la primera mitad del programa de Benny, tras lo cual se desplazaba con rapidez para iniciar el suyo propio.

## Trabajo posterior
Tras el fin del programa, Harris reavivó su carrera musical. Hizo numerosas actuaciones como artista invitado en programas televisivos en las décadas de 1960 y 1970, incluyendo Kraft Music Hall, The Dean Martin Show, F Troop, The Hollywood Palace y otros programas musicales de variedades. También participó en la producción de la ABC The American Sportsman, presentada por Grits Gresham, y posteriormente por Curt Gowdy. 
En las décadas de 1970 y 1980 Harris trabajó con una orquesta que actuó con frecuencia en Las Vegas, a menudo en el mismo cartel que la leyenda del swing Harry James.
Harris también fue amigo y asociado de Bing Crosby, y actuó en un episodio de la sitcom de la ABC The Bing Crosby Show. Tras la muerte de Crosby en 1977, Harris homenajeó a su viejo amigo en el anual Torneo de Golf Bing Crosby Pro-Am.

## Animación
Trabajó como vocalista y actor de voz en películas de animación, con actuaciones en los largometrajes de Disney El libro de la selva (1967), como Baloo, Los Aristogatos (1970), como Thomas O'Malley, y Robin Hood (1973), como Little John. 
El libro de la selva fue su mayor éxito en los años posteriores al fin de su carrera radiofónica. Como el oso Baloo, cantó un tema, "The Bare Necessities," que presentó a Harris a una nueva generación de fanes que no conocían sus actuaciones para la radio. En el filme también cantaba junto a Louis Prima "I Wanna Be Like You," haciendo una destacada interpretación de scat. 
En Los Aristogatos Harris canta en el tema "Ev'rybody Wants to Be a Cat" junto a Scatman Crothers. En Robin Hood, el personaje de Harris, Little John, canta el tema "The Phony King of England." 
En 1989 Harris volvió brevemente a Disney para dar voz de nuevo a Baloo, esta vez para la serie de animación TaleSpin. Posteriormente fue reemplazado por el actor Ed Gilbert. Su último proyecto animado fue el filme de 1991 En busca del rey sol, dirigido por Don Bluth, en el que daba voz al perro Patou.

## Fallecimiento
Harris falleció a causa de un infarto agudo de miocardio en Palm Springs, California, en 1995, a los 91 años de edad. Alice Faye falleció a causa de un cáncer de estómago tres años más tarde. Dos años antes de morir, Harris fue incluido en el Indiana Hall of Fame. El matrimonio se encuentra enterrado en el Cementerio Forest Lawn del Condado de Riverside, California. 

### Audio
- Phil Harris and Alice FayeShow Podcast 1 46-07-10 Audition Show Archivado el 8 de diciembre de 2009 en Wayback Machine.
- Best of Jack Benny Spotlight Podcast! 1936-10-04 - Phil Harris' First Show Archivado el 8 de diciembre de 2009 en Wayback Machine.
- The Phil Harris-Alice Faye Show, 65 episodes
- Big Band Serenade: Phil Harris
- Phil Harris: "You're Blasé"